# Neubulach
Neubulach ist eine Stadt und ein heilklimatischer Kurort mit Heilstollenkurbetrieb im Landkreis Calw in Baden-Württemberg. Die Stadt hat 5713 Einwohner (31. Dezember 2024) und gehört zur Region Nordschwarzwald.

## Geographie

### Stadtgliederung
Die Stadt Neubulach gliedert sich in die fünf Stadtteile Altbulach, Liebelsberg, Martinsmoos, Neubulach und Oberhaugstett. Der Stadtteil Altbulach ist wiederum in die vier untereinander nicht abgegrenzten Teilbezirke Altbulach, Seitzental, Kohlerstal und Station Teinach gegliedert. Die Stadtteile sind räumlich identisch mit den früheren Gemeinden gleichen Namens, ihre offizielle Benennung wie auch die der Teilbezirke des Stadtteils Altbulach erfolgt in der Form „Neubulach – Stadtteil …“. Die Stadtteile bilden zugleich Wohnbezirke im Sinne der baden-württembergischen Gemeindeordnung, wobei die Teilbezirke Seitzental, Kohlerstal und Station Teinach des Stadtteils Altbulach zusammen den Wohnbezirk „Talorte“ und der Teilbezirk Altbulach den Wohnbezirk „Altbulach“ bilden.
Zum Stadtteil Altbulach gehören das Dorf Altbulach, die Weiler Kohlerstal und Seitzental und die Orte Elektrizitätswerk und Marmorwerk. Zum Stadtteil Liebelsberg gehören das Dorf Liebelsberg, das Gehöft Lautenbachhof und die Häuser Teinachtal. Zu den Stadtteilen Martinsmoos und Oberhaugstett gehören jeweils nur die gleichnamigen Dörfer. Zum Stadtteil Neubulach gehören die Stadt Neubulach und der Ort Lochsägmühle.

### Schutzgebiete
Neubulach hat Anteile an den Landschaftsschutzgebieten Teinachtal mit Seitentälern und Nagoldtal. Westlich von Oberhaugstett liegt ein kleines Teilgebiet des FFH-Gebiets Kleinenztal und Schwarzwaldrandplatten, zu dem auch die flächenhaften Naturdenkmale Beilfels und der Hoher Stein im Teinachtal und ein Stollen am Mühlberg gehören. Neubulach liegt zudem im Naturpark Schwarzwald Mitte/Nord.

## Geschichte

### Mittelalter

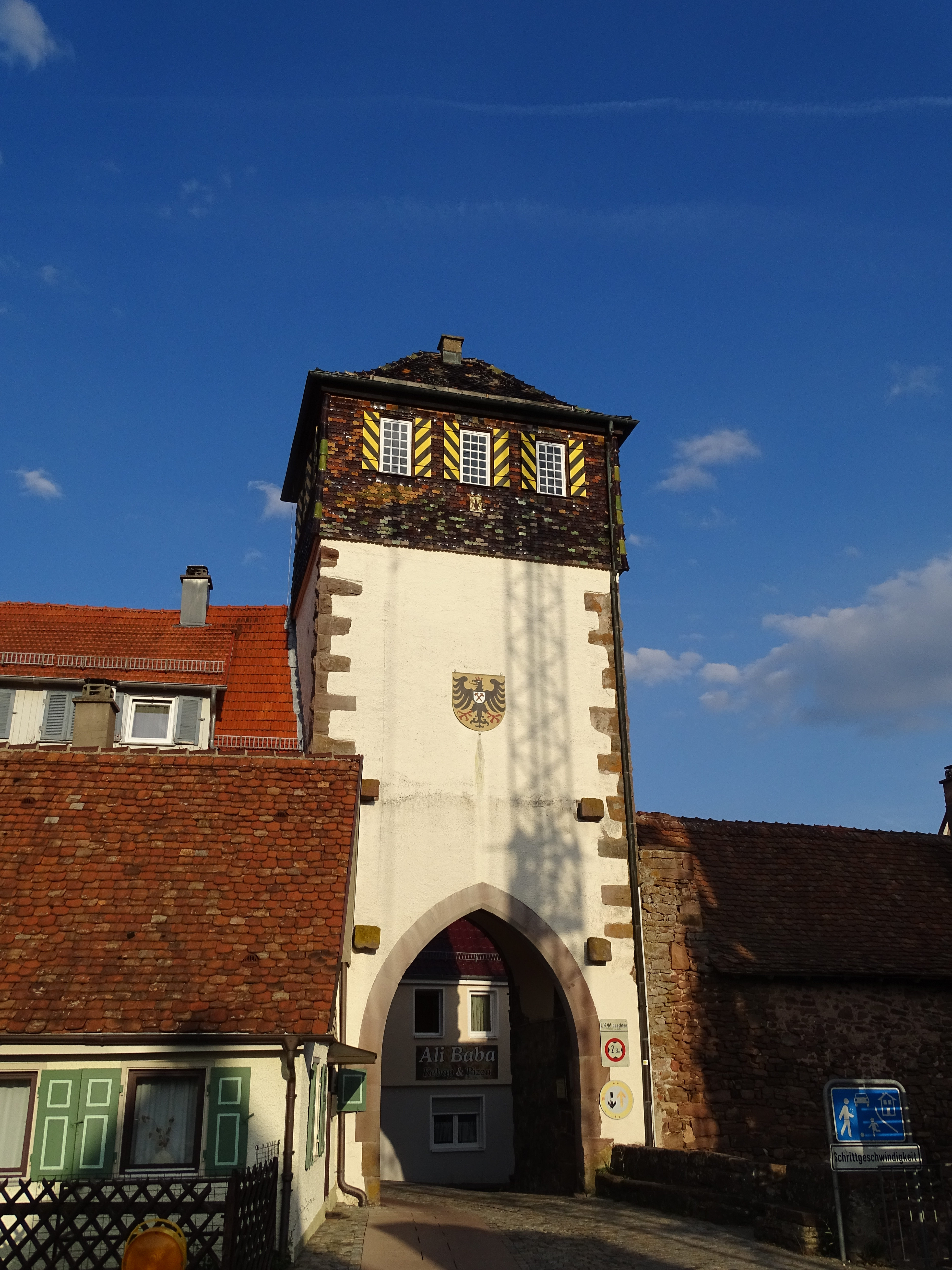
Calwer Tor

Altbulach wurde erstmals 1390 erwähnt, könnte aber bereits um 800 entstanden sein und erhielt die Vorsilbe Alt- im Ortsnamen zur Unterscheidung von der erst im 13. Jahrhundert entstandenen Stadt (Neu-)Bulach. Oberhaugstett wurde 1355 erstmals erwähnt, Liebelsberg 1374 und Martinsmoos 1075. Alle drei Orte sind aber sicher deutlich älter, Liebelsberg und Martinsmoos wurden als Waldhufendorf angelegt.
Neubulach, bis 1799 meist nur Bulach genannt, ist eine besonders gut erhaltene kleine mittelalterliche Bergbaustadt und wurde 1275 erstmals erwähnt, der Silberbergbau 1286. Im 13. Jahrhundert hatte der Bergbau offenbar seine große Blütezeit, die vielleicht bis ins 14. Jahrhundert andauerte. Dabei entstand wohl auch eine Bergbausiedlung, die vielleicht um 1274 von den Grafen von Hohenberg zur Stadt Bulach erhoben wurde. Gelegentlich wird vermutet, dass der Bergbau bereits vor dem 13. Jahrhundert eingesetzt haben könnte, dafür gibt es bisher aber keinerlei Hinweise. 1364 verkauften die Grafen von Hohenberg Stadt und Herrschaft Bulach einschließlich des Bergwerks an die Kurfürsten von der Pfalz, die sie 1440 an die Grafen von Württemberg weiterverkauften.
Angeblich soll Neubulach um 1326 abgebrannt sein, ein zweiter Stadtbrand ereignete sich 1505. Im Bauernkrieg 1525 wurde Neubulach von den Bauern besetzt. Anders als gelegentlich behauptet, wurden dabei aber weder die Stadt in Brand gesetzt, noch das (vermutlich stillliegende) Bergwerk zerstört.

### Neuzeit
In der Neuzeit hatte der Bergbau in Neubulach seine Blütezeit längst überschritten, weitere Versuche erfolgten um 1478, in den 1530er Jahren, 1551–1553, 1557–1563, 1567–1568, 1594–1608, 1656–1657, 1718–1727, 1747–1761, 1773–1790 (Auffahrung des Wasser-Stollens) und schließlich 1820–1831 (1822–1831 Auffahrung des Wilhelm-Stollen, heute Hella-Glück-Stollen genannt). Dabei wurde aber immer wieder festgestellt, dass die Lagerstätte bereits im Mittelalter so tiefreichend abgebaut worden war, dass keine gewinnbringenden Erze mehr vorhanden waren.
Neubulach kam 1807 bei der Umsetzung der neuen Verwaltungsgliederung im Königreich Württemberg vom Amt Wildberg zunächst zum Oberamt Nagold und 1812 schließlich zum Oberamt Calw.
Bei der Kreisreform während der NS-Zeit in Württemberg gelangte Neubulach 1938 zum Landkreis Calw.
1916–1932 und 1937–1945 versuchten verschiedene Unternehmen unter Tage, vor allem aber aus den alten Halden, Gold und Wismut zu gewinnen.
Nach dem Zweiten Weltkrieg fiel Neubulach in die Französische Besatzungszone und kam somit 1947 zum neu gegründeten Land Württemberg-Hohenzollern. 1952 ging das provisorische Nachkriegsland im Regierungsbezirk Südwürttemberg-Hohenzollern, seit 1973 Regierungsbezirk Tübingen, auf und gehört seither zum neuen Bundesland Baden-Württemberg.
Im Jahr 1972 wurde im Stollen des mittelalterlichen Silberbergwerkes „Hella-Glück“ eine Therapiestation zur Behandlung von Atemwegserkrankungen eingerichtet.
Mit der Kreisreform zum 1. Januar 1973 wurde der Landkreis Calw Teil der neu gegründeten Region Nordschwarzwald, die dem Regierungsbezirk Karlsruhe zugeordnet wurde. Somit wird seither über die Angelegenheiten Neubulachs auch aus Pforzheim und Karlsruhe mitentschieden.

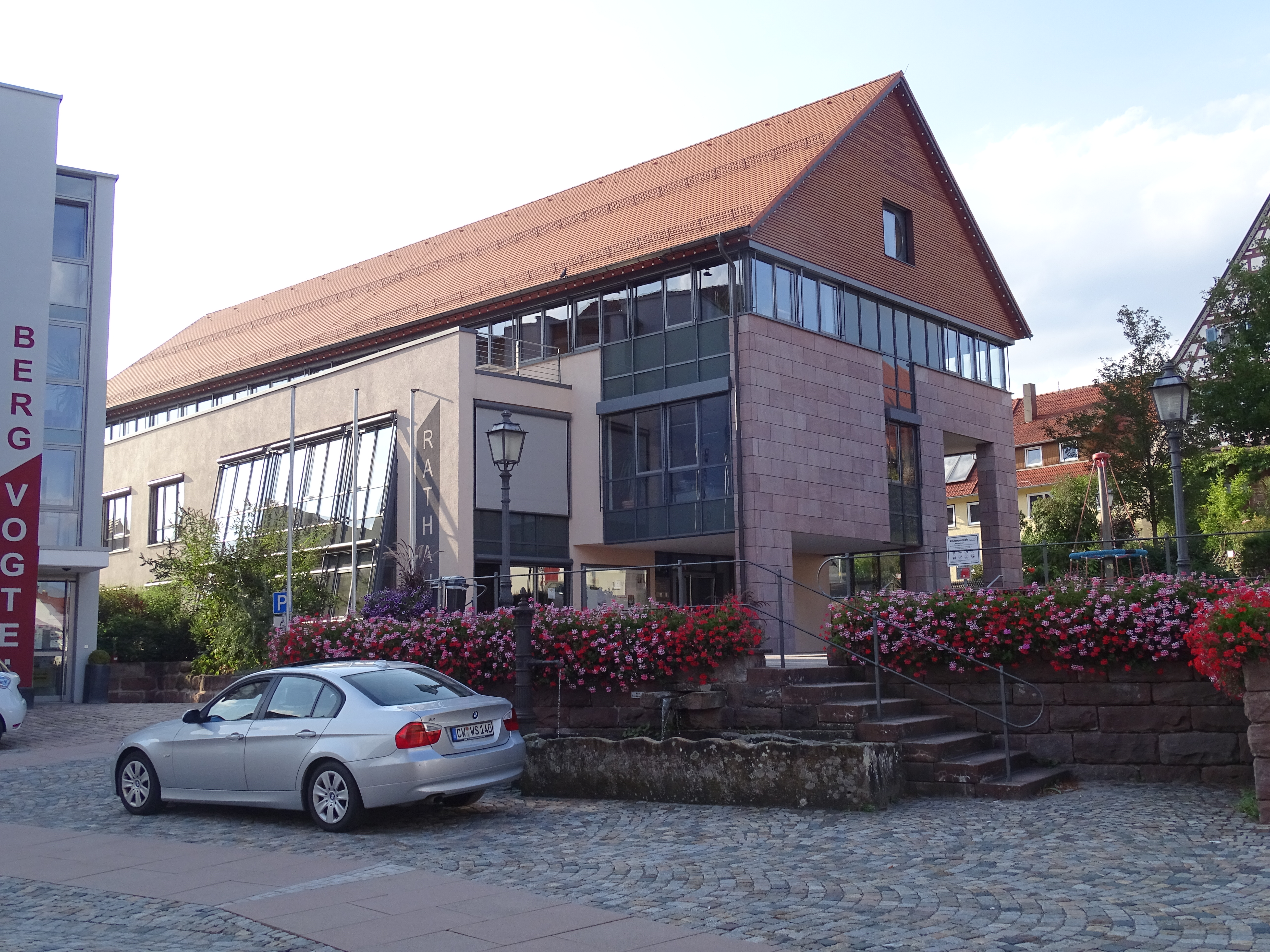
Rathaus Neubulach

Die heutige Stadt wurde am 1. Januar 1975 durch Vereinigung der Stadt Neubulach und der Gemeinden Altbulach, Liebelsberg, Martinsmoos und Oberhaugstett neu gebildet.

## Politik

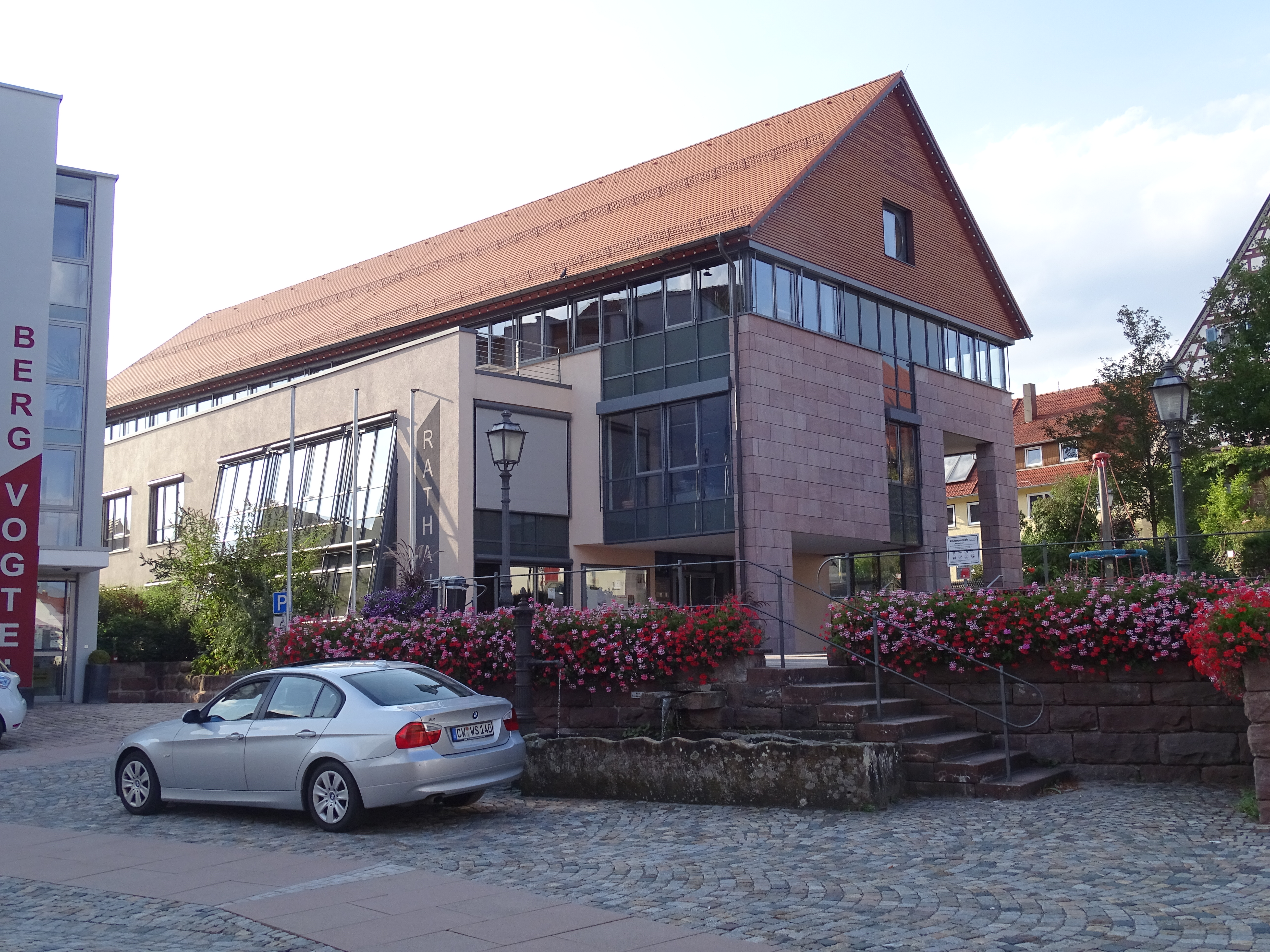
Rathaus Neubulach

### Gemeinderat
Der Gemeinderat in Neubulach umfasst 18 Personen. Er besteht aus den gewählten ehrenamtlichen Gemeinderäten und der Bürgermeisterin als Vorsitzende. Die Bürgermeisterin ist im Gemeinderat stimmberechtigt.
Die Kommunalwahl am 9. Juni 2024 führte zu folgendem vorläufigen Endergebnis.
| Parteien und Wählergemeinschaften | Parteien und Wählergemeinschaften           | % 2024  | Sitze 2024 |         | % 2019  | Sitze 2019 |
| UWV                               | Unabhängige Wählervereinigung               | 46,66   | 8          | 45,5    | 8       |            |
| CDU                               | Christlich Demokratische Union Deutschlands | 39,27   | 7          | 43,5    | 8       |            |
| UGL                               | Unabhängige Grüne Liste                     | 14,07   | 3          | 11,0    | 2       |            |
| Gesamt                            | Gesamt                                      | 100     | 18         | 100     | 18      |            |
| Wahlbeteiligung                   | Wahlbeteiligung                             | 67,51 % | 67,51 %    | 65,62 % | 65,62 % |            |

### Bürgermeister
- von 1975 bis 1983: Ernst Braun[10]
- von 1983 bis 2007: Siegfried Luz
- von 2007 bis zum 31. Januar 2015: Walter Beuerle
- seit dem 1. Februar 2015: Petra Schupp (CDU)

Bei der Bürgermeisterwahl vom 9. November 2014 erreichte Petra Schupp 69 Prozent der gültigen Stimmen. Am 27. November 2022 wurde sie mit 49,6 Prozent für eine zweite Amtszeit wiedergewählt.

### Stadtwappen
Die Blasonierung des Wappens lautet: „In Gold ein rotbewehrter, rotbezungter und rotgekrönter schwarzer Adler, belegt mit einem silbernen Brustschild, darin in Rot Schlägel und Eisen.“

### Wappen der früheren Gemeinden

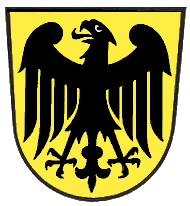
Neubulach – altes Wappen
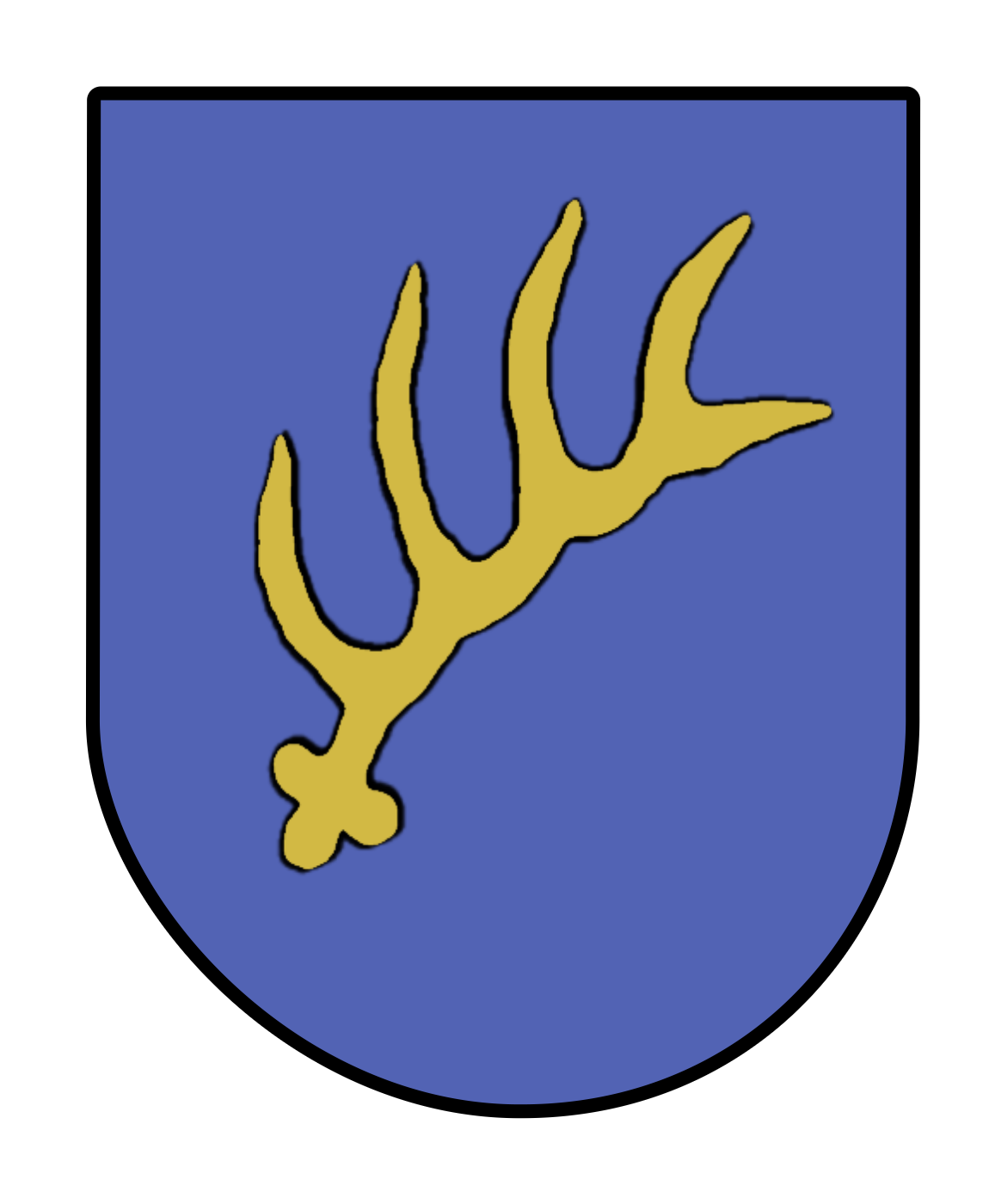
Altbulach
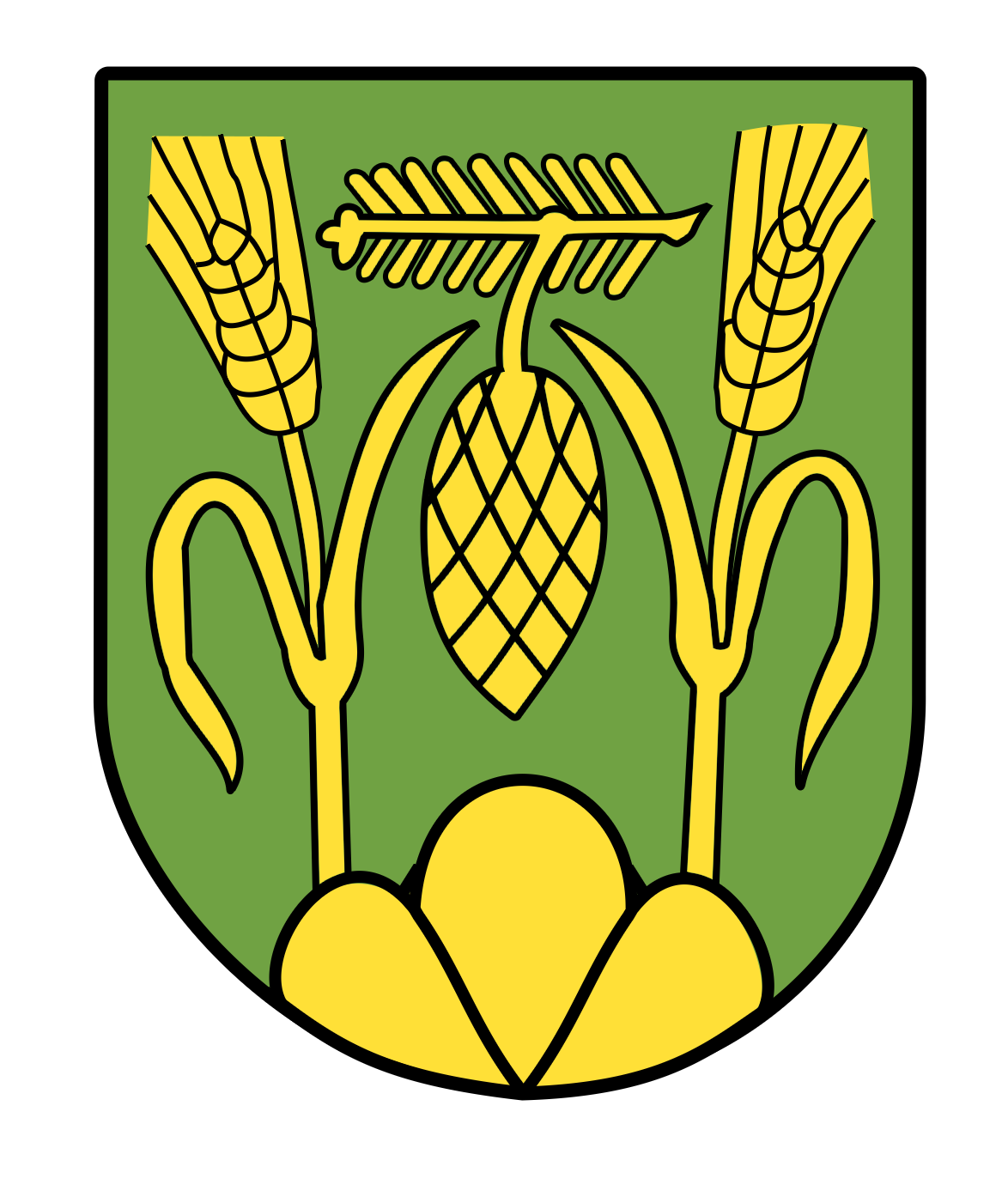
Liebelsberg
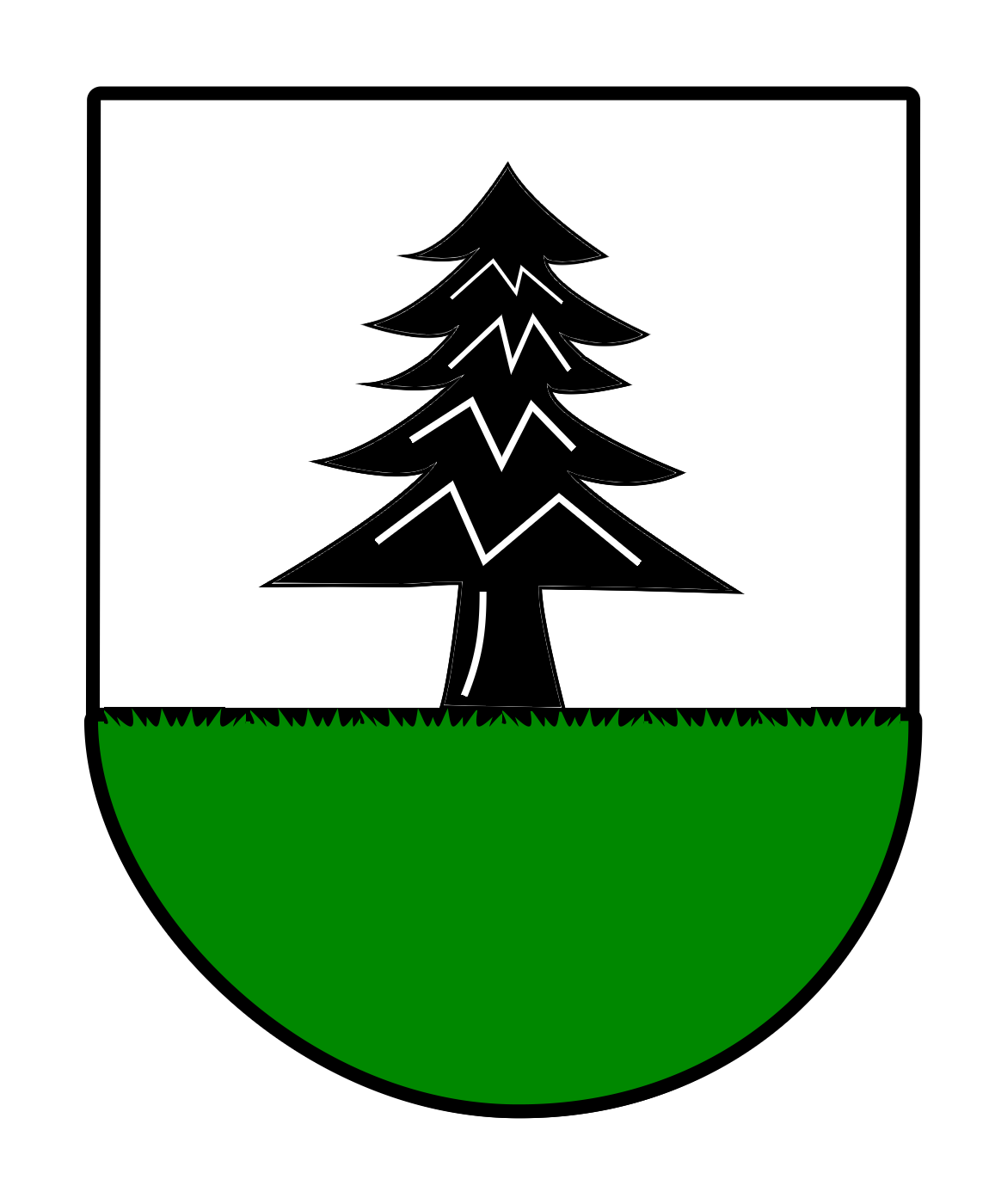
Martinsmoos
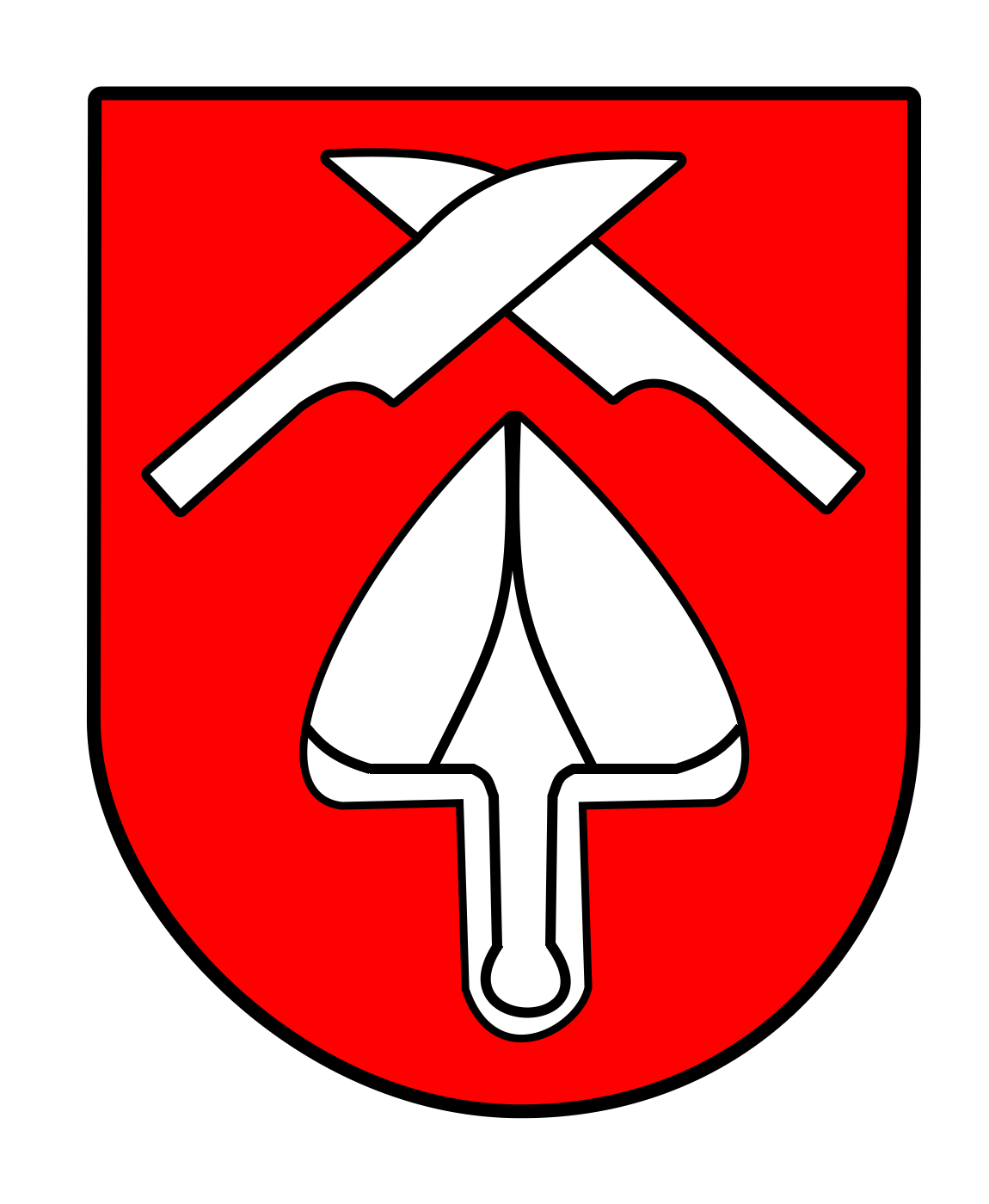
Oberhaugstett

## Wirtschaft und Infrastruktur

### Verkehr
Durch Neubulach und Oberhaugstett verläuft die Landesstraße 348 aus Richtung Calw nach Altensteig. Durch das Nagoldtal und damit über Neubulacher Gemarkung führt die Bundesstraße 463 von Horb nach Pforzheim. Die nächsten Autobahnanschlüsse an die A 81 in etwa 25 km Entfernung sind in Herrenberg und Gärtringen.
Neubulach besitzt einen Bahnhof an der Nagoldtalbahn von Horb nach Pforzheim, der halbstündlich in beide Richtungen bedient wird. Der Bahnhof liegt etwa 5 km nordöstlich des Stadtkerns im Nagoldtal, daher werden die Stadtteile durch Busse erreicht, die im Anschluss an die meisten Zugankünfte vom Bahnhof aus abfahren. Darüber hinaus verkehren aus allen Stadtteilen direkte Busse nach Calw, Wildberg und Altensteig. Alle öffentlichen Verkehrsmittel in Neubulach sind in den kreisweiten Gemeinschaftstarif der Verkehrsgesellschaft Bäderkreis Calw integriert.

### Ansässige Unternehmen

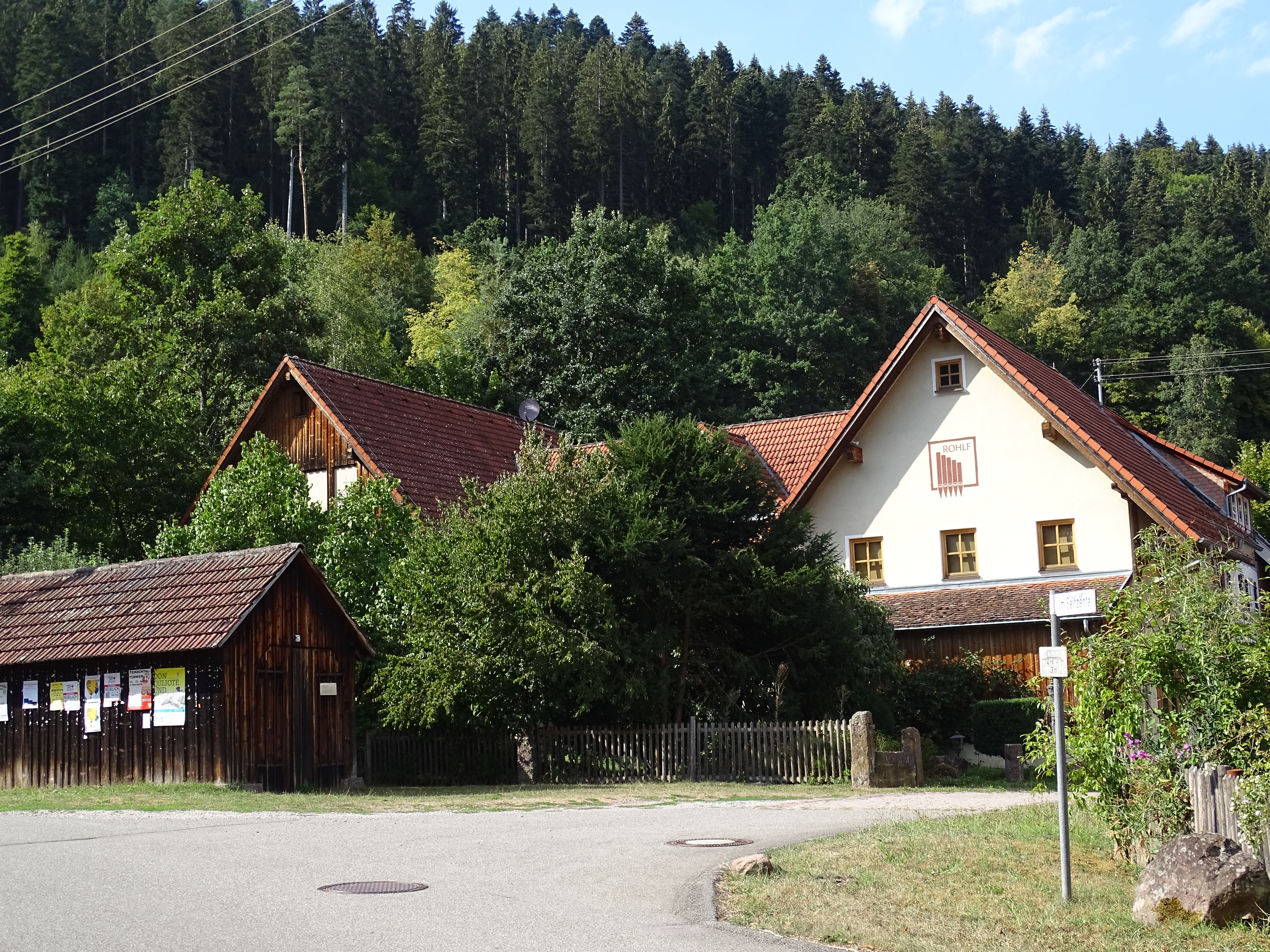
Orgelbauer Rohlf in Seitzental

Die Maschinenfabrik Friedrich Duss wurde 1920 in Neubulach gegründet und ist heute einer der bekanntesten Hersteller von Bohrwerkzeugen.
Das Orgelbauunternehmen Johannes Rohlf in Seitzental stellte die Orgel der Baden-Badener Stiftskirche her.
Die Firma Mineralbrunnen Teinach GmbH befindet sich zum Teil auf der Gemarkung Liebelsberg (die Gemarkungs- und Gemeindegrenze verläuft mitten durch das Werksgelände bzw. -gebäude), des Weiteren befinden sich ein Teil der Quellen auf dem Gebiet der Gemeinde Neubulach.

### Bildung

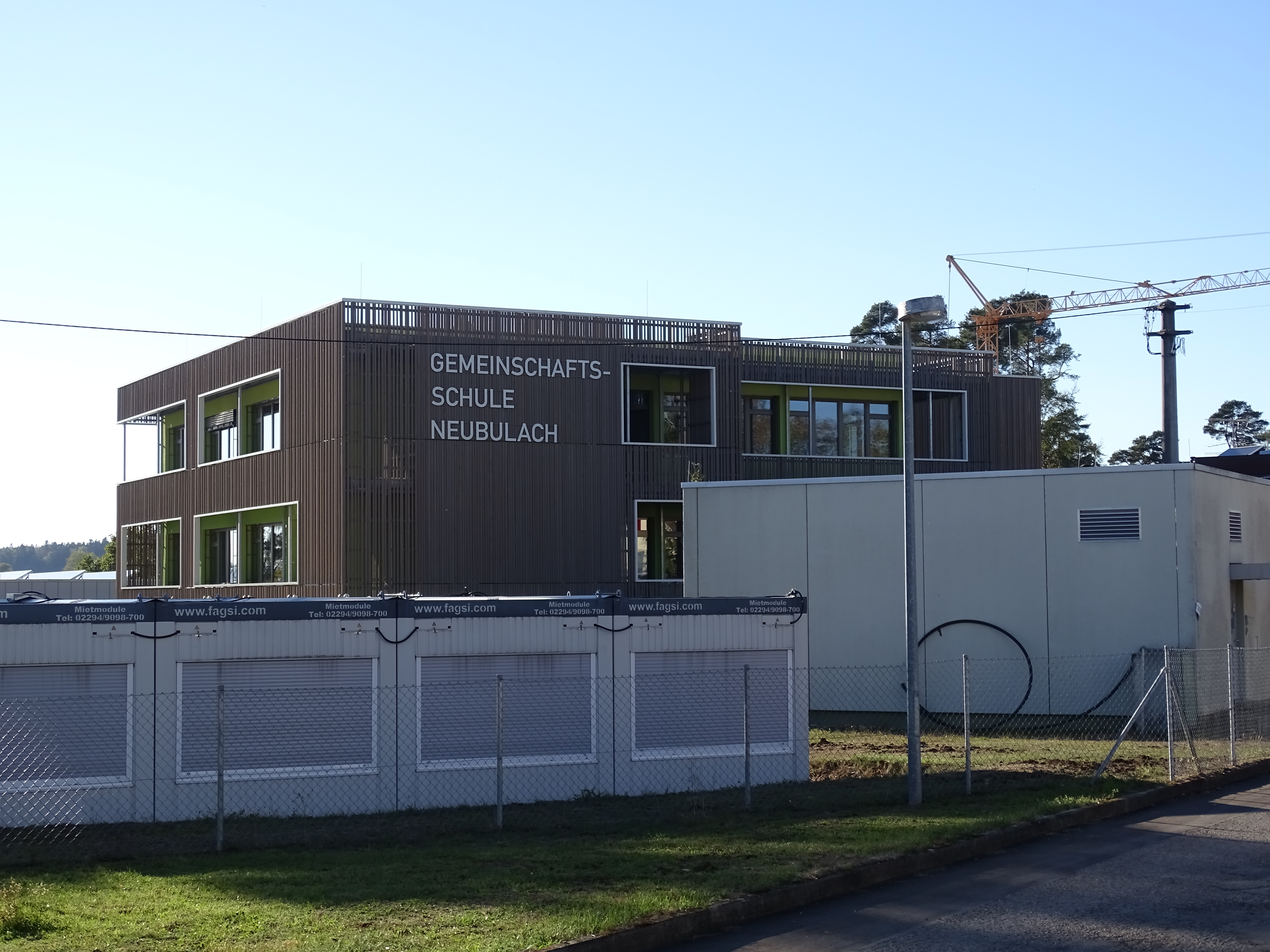
Gemeinschaftsschule Neubulach

Neubulach verfügt über eine Gemeinschafts- und Grundschule.

## Religionen und Kirchen

### Religionen
Die Evangelische Kirchengemeinde Neubulach im Kirchenbezirk Calw-Nagold der Evangelischen Landeskirche in Württemberg umfasst die Kernstadt und die Stadtteile Altbulach, Liebelsberg und Oberhaugstett der Stadt Neubulach. Der Stadtteil Martinsmoos bildet eine eigene Kirchengemeinde, die zur Verbundkirchengemeinde Zwerenberg gehört. Seit Gründung der Stadt war Neubulach zunächst Filiale von Effringen, wurde dann 1443 Sitz der Pfarrei anstelle von Effringen. Endgültig wurde die Pfarrei nach der Reformation bestätigt.

### Evangelische Kirchen
- Altbulach: Kirchlich gehörte Altbulach zunächst zu Effringen, dann zu Neubulach. Der Ort hat aber eine alte Klosterkirche vom 12. Jahrhundert, die noch ein romanisches Langhaus besitzt. 1445 wurde sie durch einen spätgotischen Chor, darin hohe Spitzbogenfenster mit ihrem feinen Maßwerk, ein Sakramentshäuschen und das reich verzierte Netzgewölbe, erweitert und ab 1508 als St. Mauritiuskirche bezeichnet. Die frühere Bedeutung und dann die Erweiterung und Aufwertung der Kirche hing vermutlich mit dem örtlichen Konvent der frommen Frauengemeinschaft von Beginen und der Förderung durch das Kloster Hirsau zusammen. Nach der Reformation brach man größere Fensteröffnungen in die romanische Nord- und Südwand des Schiffs, damit mehr Licht einströmen konnte und somit das helle Licht des Evangeliums von Jesus Christus unterstrichen wurde. Eine grundlegende Erneuerung konnte 1966 abgeschlossen werden mit einer Erhöhung des Kirchenschiffs unter Verwendung alter Dachstuhl-Teile, dem Entfernen der Nordempore und alten Kanzel, Änderungen an den Fenstern und der Aufstellung eines neuen Altars. Die verbliebenen historischen Chorfenster-Butzenscheiben von 1493 wurden für das Langhaus verwendet und die Chorfenster neu vom Stuttgarter Glaskünstler Wolf-Dieter Kohler ungegenständlich farbverglast. Den steinernen Blockaltar mit eindrucksvollen Darstellungen der biblischen  Schöpfungsgeschichte schuf der ortsansässige Bildhauer Albert Volz.
- Liebelsberg: Kirchlich gehörte Liebelsberg zunächst zu Effringen, dann zu Neubulach. Eine Filialkapelle St. Bartholomäus wurde 1537 erwähnt. Sie wurde 1842 zum Schulhaus umgebaut. 1978 wurde am erhaltenen Turm mit Turmchor ein Neubau mit Gottesdienst-, Gemeinde- und Nebenräumen errichtet. Der Chor der Bartholomäuskirche erhielt damals von Wolf-Dieter Kohler drei Chorfenster (links die alttestamentlichen Persönlichkeiten Mose, Elia und Jesaja als Hinweise auf Christus; Mitte: Leben und Wirken Jesu; rechts das Ziel aller Wege: Weltgericht, Kampf gegen das Böse, Herrschaft Christi und himmlisches Jerusalem). Das Altarkreuz mit Leuchtern stammt vom Altbulacher Bildhauer Albert Volz, das Wandkruzifix vom ortsansässigen Bildhauer Peter Steyer.
- Martinsmoos: Kirchlich gehörte Martinsmoos zunächst zur Pfarrei Ebhausen, ab dem 16. Jahrhundert zur Pfarrei Zwerenberg. Die Kirche in Martinsmoos geht auf eine ursprünglich romanische Kapelle zurück. Am spätromanischen Turm der ursprünglich dem Hl. Konrad geweihten Kirche wurde 1955 ein neues Kirchenschiff angebaut und im Turmchor vom Stuttgarter Glaskünstler Adolf Valentin Saile das Chorfenster mit Ausschnitten aus der Passions- und Ostergeschichte gestaltet. Das Kruzifix ist wahrscheinlich eine Schnitzarbeit aus der Zeit um 1500.[17]

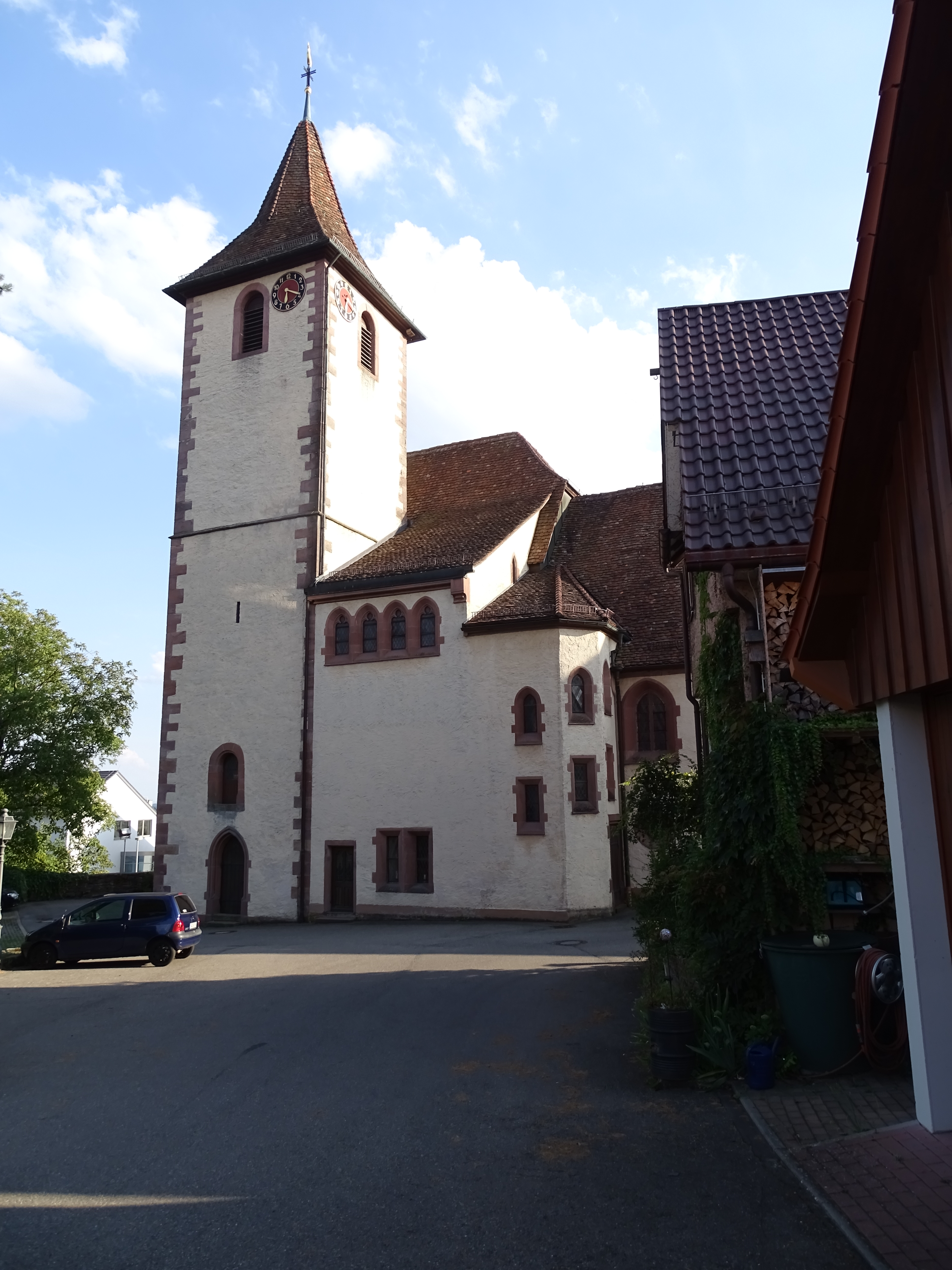
Jodokuskirche Neubulach

- Neubulach: Eine Kirche in Neubulach wurde wohl schon mit der Gründung der Stadt erbaut. Sie war zunächst Filiale von Effringen. 1412 wird sie als St. Ulrichskirche bezeichnet, 1508 St. Jodokus. Sie gelangte 1379 vom Kloster Stein am Rhein an Konrad Grückler. 1443 wurde Neubulach anstelle von Effringen Sitz der Pfarrei. Endgültig wurde die Pfarrei nach der Reformation bestätigt. Die heutige Kirche hat einen romanischen Turm von kurz nach 1200. Das um 1430 errichtete gotische Schiff wurde nach dem verheerenden Stadtbrand von 1505 erst 1568 neu und einfacher als zuvor erbaut und 1683 verändert. Grabplatten und kleinere Steinskulpturen weisen darauf hin, dass Bulach 400 Jahre lang (von 1370 bis 1790) „Erbpfarrei“ der wohlhabenden und kunstsinnigen „Kirchherren“-Familie Grückler war. Hinter dem Altarkruzifix von 1648 ist das mittlere Chorfenster um das Jahr 1920 vom Stuttgarter Künstler Rudolf Yelin d. Ä. zum Gedenken an die Gefallenen des Weltkriegs mit dem Bild des auferstandenen Herrn Jesus Christus gestaltet worden. Für die Hellverglasung der beiden Fenster links und rechts davon schuf sein Sohn Rudolf Yelin d. J. 1935 Bibeltexte und neutestamentliche Symbole als Glaseinlagen.[18]
- Oberhaugstett gehörte kirchlich zunächst zu Effringen, dann zu Neubulach. Der älteste Teil der Bartholomäuskirche Oberhaugstett ist der romanische Turmchor mit zahlreichen Fresken von Märtyrerdarstellungen, der Martinslegende und den Erlösten, die dem himmlischen Bräutigam entgegengehen. Im Jahre 1972 wurde daran ein neues Kirchenschiff angefügt. Die Stuttgarter Glaskünstlerin Anna-Dorothea Kunz-Saile schuf bereits 1966 ein Chorfenster (Auferstandener inmitten der hörenden Jünger mit dem zweifelnden Thomas, ausgesandt „in alle Welt“, Evangelistensymbole in den Ecken des Fensters weisen in die vier Richtungen des Erdkreises) und dann 1972 im Schiff-Neubau ein Kanzelfenster (das Wort vom Kreuz in Verkündigung und Sakrament, Fischsymbol).

## Kultur und Sehenswürdigkeiten

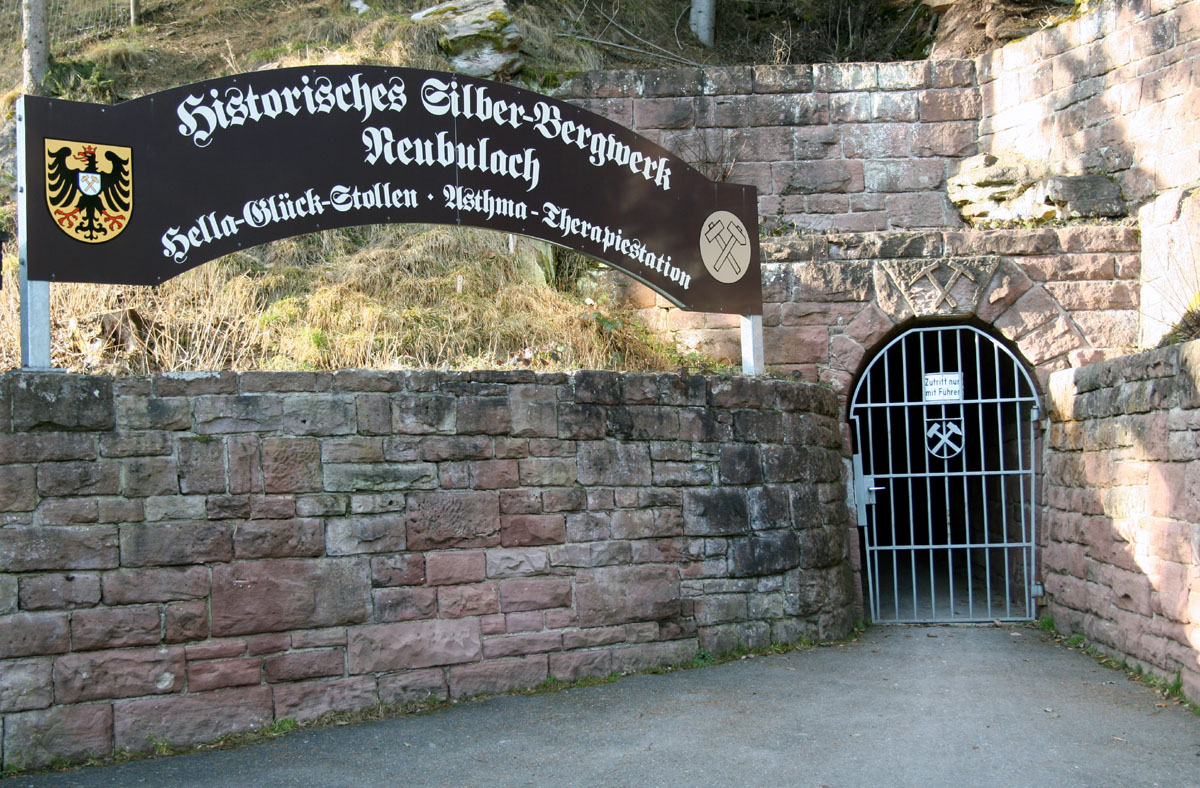
Eingang zum Besucherbergwerk Hella-Glück

### Museen
- Grube Hella-Glück, Besucherbergwerk und Heilstollen
- Mineralienmuseum in der Vogtei
- Museum Albert Volz, Altbulach[19]

### Bauwerke
- Wasserturm Liebelsberg, 30 m hoher Wasser- und Aussichtsturm im Neubulacher Stadtteil Liebelsberg[20]

### Regelmäßige Veranstaltungen
- großer Krämermarkt am Ostermontag
- Herbst-Krämermarkt
- Hallenfußballturnier Ende Dezember
- Maibaumfest mit Maiwagenausstellung am 30. April in Altbulach
- Maibaumstellen am 30. April in Martinsmoos
- jedes zweite Wochenende im Juli Dorffest in Martinsmoos
- Weiherfest Ende Juli in Liebelsberg, Freiwillige Feuerwehr Liebelsberg
- Wein- und Zwiebelkuchenfest Ende September in Altbulach, Freiwillige Feuerwehr
- Fotofestival Neubulach im November (früher Neubulacher Diatage)
- Frühjahrskonzert des Musikvereins
- Rettichfest des Musikvereins im Juli
- Internationales Stabhochsprungmeeting des TV Oberhaugstett am Pfingstmontag
- Schnitzelfest des DRK-Ortsvereins Neubulach im Juni
- „Feuerwehrbesen“ mit Essen und Trinken sowie Kinderspiele am Feuerwehrhaus in Oberhaugstett, Freiwillige Feuerwehr

## Persönlichkeiten
- Johannes Brenz, Reformator und lutherischer Theologe, lebte zwischen 1562 und 1570 zumindest zeitweise auf der ehemaligen Burg in Neubulach, die er 1562 erhalten hatte.[21]
- Julius Hermann (1857–1933), Pädagoge und Amateurentomologe, wuchs in Neubulach auf und arbeitete dort

### Ehrenbürger
- Jörg Pfrommer
- Julius Heuß (1832–1907), Kommerzienrat und Unternehmer in Moskau[22]
- Georg Friedrich Müller
- Friedrich Duss (1895–1972), Unternehmer
- Heinrich Günzler
- Friedrich Hermann
- Friedrich Neuweiler
- Albert Klein
- Hugo Wieland
- Ernst Braun (1915–1992), Kommunalpolitiker
- Siegfried Luz
- Georg Ohngemach (1901–1984), Lehrer und Heimatforscher

### Söhne und Töchter der Stadt
- Hermann Hornbacher (1905–1984), Architekt, geboren in Oberhaugstett
- Eugen Breitling (1906–1980), Politiker (CDU), Altbürgermeister Stadt Nagold und Landtagsabgeordneter
- Eugen Steimle (1909–1987), führender Mitarbeiter im Reichssicherheitshauptamt und verurteilter Kriegsverbrecher
- Ernst Fischer (1934–2019), Politiker (CDU) und Oberbürgermeister von Kornwestheim
- Theodor Dieter (* 1951), evangelischer Theologe
- Jörg Pfrommer (* 1956), Träger der Verdienstmedaille des Verdienstordens der Bundesrepublik Deutschland, Vorsitzender des DRK Ortsverein[23]
- André Lux (* 1983), Schöpfer der Egon Forever Cartoons und Vorsitzender des Freundeskreises Bergwerk Neubulach